# Kingscote (Gloucestershire)
Kingscote é uma paróquia e aldeia do distrito de Cotswold, no condado de Gloucestershire, na Inglaterra. De acordo com o Censo de 2011, tinha 273 habitantes. Tem uma área de 15,76 km². A paisagem onde está inserida é uma Area of Outstanding Natural Beauty.